# Campeonato Chileno de Futebol de 1959 - Segunda Divisão
O Campeonato Chileno de Futebol de Segunda Divisão de 1959 foi a 8ª edição do campeonato do futebol do Chile, segunda divisão, no formato "Primera B". Em turno e returno os 12 clubes jogam todos contra todos. O Campeão é promovido para o Campeonato Chileno de Futebol de 1960. O último colocado iria para as Associações de Origem de Futebol do Chile - nível local. Porém, o último colocado, o Iberia, não foi rebaixado porque havia uma cláusula que os clubes fundadores e/ou que tinham participado da primeira divisão não poderiam ser rebaixados a menos que fossem últimos colocados por três vezes. 

## Participantes
| Equipe                                                | Cidade        | Região                  | No ano anterior                                        | Estádio                                       | Capacidade | Títulos        | Participações |
| ----------------------------------------------------- | ------------- | ----------------------- | ------------------------------------------------------ | --------------------------------------------- | ---------- | -------------- | ------------- |
| Club Deportivo Trasandino de Los Andes                | Los Andes     | Província de Aconcágua  | Sexto Lugar                                            | Estádio Regional de Los Andes                 | 2.500      | 0 (não possui) | 8             |
| Club Deportivo Alianza de Curicó                      | Curicó        | Província de Curicó     | Oitavo Lugar                                           | Estádio La Granja                             | 8.000      | 0 (não possui) | 6             |
| Club de Deportes Unión La Calera                      | La Calera     | Província de Valparaíso | Quarto Lugar                                           | Estádio Municipal Nicolás Chahuán Nazar       | 10.000     | 0 (não possui) | 5             |
| Club de Deportes de la Universidad Técnica del Estado | Santiago      | Província de Santiago   | Décimo Lugar                                           | Estádio da Universidad Técnica del Estado     | 3.000      | 0 (não possui) | 6             |
| Club Deportivo San Bernardo Central                   | San Bernardo  | Província de Santiago   | Sétimo Lugar                                           | Estádio Maestranza                            | 4.000      | 0 (não possui) | 4             |
| Deportes Iberia                                       | Los Ángeles   | Provincia de Biobío     | Nono Lugar                                             | Estádio Municipal de Los Ángeles              | 5.000      | 0 (não possui) | 5             |
| Club Deportivo San Fernando                           | San Fernando  | Província de Colchagua  | Terceiro Lugar                                         | Estádio Municipal Jorge Silva Valenzuela      | 5.900      | 0 (não possui) | 3             |
| Corporación Club de Deportes Santiago Morning         | Independencia | Província de Santiago   | Vice Campeão                                           | Estádio Santa Laura                           | 22.375     | 0 (não possui) | 3             |
| Club de Deportes Unión San Felipe                     | San Felipe    | Província de Aconcágua  | Quinto Lugar                                           | Estádio Municipal de San Felipe               | 18.500     | 0 (não possui) | 2             |
| Club de Deportes Green Cross                          | Santiago      | Província de Santiago   | Rebaixado do Campeonato Chileno de Futebol de 1958     | Estádio Nacional de Chile                     | 55.100     | 0 (não possui) | 1             |
| Club de Deportes Coquimbo Unido                       | Coquimbo      | Província de Coquimbo   | Acesso pelas Associações de Origem de Futebol do Chile | Estádio La Pampilla                           | ---        | 0 (não possui) | 1             |
| Club de Deportes Ñublense                             | Chillán       | Província de Ñuble      | Acesso pelas Associações de Origem de Futebol do Chile | Estádio Bicentenário Municipal Nelson Oyarzún | 12.000     | 0 (não possui) | 1             |

## Campeão
| Campeão Chileno Segunda Divisão 1959                                              |
| --------------------------------------------------------------------------------- |
| Corporación Club de Deportes Santiago Morning (Independencia) (1º título) Campeão |